# Здуново (Вармінсько-Мазурське воєводство)
Здуново (пол. Zdunowo, нім. Sadunen) — село в Польщі, у гміні Піш Піського повіту Вармінсько-Мазурського воєводства.
Населення — 91 особа (2011).
У 1975-1998 роках село належало до Сувальського воєводства.

## Демографія
Демографічна структура станом на 31 березня 2011 року:
|          | Загалом | Допрацездатний вік | Працездатний вік | Постпрацездатний вік |
| -------- | ------- | ------------------ | ---------------- | -------------------- |
| Чоловіки | 43      | 10                 | 29               | 4                    |
| Жінки    | 48      | 14                 | 24               | 10                   |
| Разом    | 91      | 24                 | 53               | 14                   |